# Lytta chrysomeloides
Lytta chrysomeloides is een keversoort uit de familie van de oliekevers (Meloidae). De wetenschappelijke naam is gepubliceerd in 1763 door Linnaeus.